# Chrysalis (film, 2007)
Pour les articles homonymes, voir Chrysalis.
 (septembre 2021).
Si vous disposez d'ouvrages ou d'articles de référence ou si vous connaissez des sites web de qualité traitant du thème abordé ici, merci de compléter l'article en donnant les références utiles à sa vérifiabilité et en les liant à la section « Notes et références ».
Pour plus de détails, voir Fiche technique et Distribution.
Chrysalis est un film français réalisé par Julien Leclercq et sorti en 2007.
Le film se déroule dans un futur proche. David Hoffmann — ancien lieutenant à la police européenne — reprend du service pour traquer un dangereux criminel, qui n'est autre que l'assassin de sa femme. Son enquête va le mener vers une mystérieuse clinique à la pointe de la technologie tenue par la professeure Brügen.

## Synopsis
Dans un futur proche, à Paris, l'armée a mis au point une machine expérimentale, Chrysalis, capable de créer une copie numérique du cerveau (téléchargement de l'esprit) et de l'implanter dans un corps humain, voire plusieurs, et, à terme, de créer de toutes pièces la mémoire d'un individu. Cette machine a été volée. Le voleur (Nikolov) et un médecin (Brügen) s'associent pour la finaliser et la proposer au plus offrant.
La technologie dans son ensemble a plusieurs limites :
- elle n'implante dans le « réceptacle » que les souvenirs (mémoire épisodique, située dans l'hippocampe), pas la « mémoire du corps » (mémoire procédurale, située dans le cortex, qui gère le fait de savoir faire du kung-fu/Wu-shu, du vélo, de parler français...) ;
- le clonage n'existant pas, il faut se procurer des réceptacles bien vivants : enlever des gens à qui on effacera la mémoire pour la remplacer par la copie numérique ;
- elle n'écrase pas complètement les souvenirs du réceptacle ;
- la mortalité est élevée chez les réceptacles.

Brügen espère créer une « copie » de sa fille Manon, alors dans le coma à la suite d'un accident de voiture. Elle fait enlever des jeunes filles par Nikolov, les fait retoucher par chirurgie esthétique et leur implante les souvenirs de sa fille, avec un succès mitigé. En parallèle, elle commence à prendre des commandes ; c'est la raison d'être de la petite Clémence, qui est un réceptacle pour un client. Une employée de Brügen, Clara, s'attache à ces jeunes corps dénués de mémoire.
La police enquête sur ces enlèvements. David Hoffmann (Albert Dupontel) est sur le point de capturer Nikolov, mais celui-ci s'enfuit après avoir tué la partenaire de Hoffman, qui est aussi sa femme, Sarah. Une piste mène Hoffmann et sa nouvelle partenaire, Marie, à celui qu'il croit être Nikolov, mais est en fait son frère jumeau. Lors de l'interrogatoire qui s'ensuit, ce dernier est tué. Nikolov l'apprend et décide de se venger, en effaçant la mémoire de Hoffmann.
On apprend alors la réalité des faits : plus qu'une « simple » histoire de tueur en série, il s'agit d'enjeux militaires. Marie et un Hoffmann amnésique cherchent des pistes. Hoffmann se découvre expert en arts martiaux (Chrysalis n'effaçant que les souvenirs, pas la mémoire du corps).
Hoffmann et Marie finissent par trouver Brügen et Nikolov. Nikolov est tué et Brügen arrêtée. La vraie Manon et Clara (une employée de Brügen) sont tuées par un agent de la DST associé de Nikolov - c'est lui qui l'avait aidé à se tirer d'affaire lors de sa première rencontre avec Hoffman. Le dernier réceptacle de Manon, Helena (dont l'identité première est inconnue, puisque sa mémoire a été effacée), apprend pourquoi ses souvenirs lui semblent étranges. Hoffmann se voit proposer de retrouver la mémoire (une puce contient une sauvegarde des souvenirs de Hoffmann), mais, effrayé par ce qu'il devine de son propre passé, il préfère n'en rien savoir. Marie passe un pacte avec les services secrets français : rien n'arrivera ni à Hoffmann ni à Marie, en échange de quoi ils ne diront rien à la presse de ce complot.

## Fiche technique
Sauf indication contraire, les informations mentionnées dans cette section peuvent être confirmées par la base de données cinématographiques IMDb,  présente dans la section « Liens externes ».
- Réalisateur : Julien Leclercq
- Scénariste : Julien Leclercq et Franck Philippon, avec la participation de Nicolas Peufaillit et Aude Py
- Musique : Francois Roy et Jean-Jacques Hertz
- Directeur de production : Philippe Desmoulins et Bernard Seitz
- Directeur de la photographie : Thomas Hardmeier
- Monteur : Thierry Hoss
- Ingénieur du son : Lucien Balibar
- Chorégraphe : Alain Figlarz
- Sociétés de production : Gaumont, TF1 Films Production, Sofica Sogécinéma 2, Canal+ et CinéCinéma
- Distribution : Gaumont Distribution (France)
- Pays de production :  France
- Langue originale : français
- Genre : science-fiction, policier
- Durée : 93 minutes
- Dates de sortie :
  - France, Québec : 31 octobre 2007
  - Belgique : 14 novembre 2007
- Film interdit aux moins de 12 ans lors de sortie en salles en France.

## Distribution
- Albert Dupontel : David Hoffmann
- Marie Guillard : Marie Becker
- Marthe Keller : la professeure Brügen
- Mélanie Thierry : Manon Brügen
- Claude Perron : Miller
- Alain Figlarz : Dimitri Nicolov / Danis Nicolov
- Smadi Wolfman : Sarah
- Patrick Bauchau : Charles Becker
- Guy Lecluyse : Kovacs
- Cyril Lecomte : le légiste
- Francis Renaud : Yuri
- Manon Chevallier : Clémence
- Estelle Lefébure : Clara
- Mika Cotellon : Malik
- Andy King : Gianni
- Sébastien Libessart : l'infirmier
- Patrick Hamel : Jacques
- Virginie Jaspart : l'aide-soignante
- Rémy Roubakha : l'opérateur Europol
- Claudia Tagbo : l'infirmière
- Alex Waltz : l'agent DST 1
- Franck Goumah : l'agent DST 2
- Aline Tcheou : Interprète chinoise
- Olivier Vergès : l'assistant du Pr Brügen
- Baptiste Leclercq : le fumeur au peep-show